# Уази (Эна)
Уази́ (фр. Oisy) — коммуна во Франции, находится в регионе Пикардия. Департамент коммуны — Эна. Входит в состав кантона Гюиз. Округ коммуны — Вервен.
Код INSEE коммуны — 02569.

## Население
Население коммуны на 2010 год составляло 428 человек.
| 1962 | 1968 | 1975 | 1982 | 1990 | 1999 | 2010 |
| ---- | ---- | ---- | ---- | ---- | ---- | ---- |
| 549  | 508  | 502  | 505  | 473  | 416  | 428  |

## Экономика
В 2010 году среди 263 человек трудоспособного возраста (15—64 лет) 190 были экономически активными, 73 — неактивными (показатель активности — 72,2 %, в 1999 году было 68,8 %). Из 190 активных жителей работали 172 человека (99 мужчин и 73 женщины), безработных было 18 (8 мужчин и 10 женщин). Среди 73 неактивных 21 человек были учениками или студентами, 17 — пенсионерами, 35 были неактивными по другим причинам.